# 朱存梧
永壽王朱存梧（？—1656年），是明朝永壽康裕王朱誼況之子，南明政府於永曆三年封他為永壽王，永曆十年正月去世，至此明朝永壽國滅亡。

## 家庭

### 子女

#### 子
無